# Bałtasi
Bałtasi – osiedle typu miejskiego w Rosji, w Tatarstanie. W 2010 roku liczyło 7711 mieszkańców.